# 法利·德昂

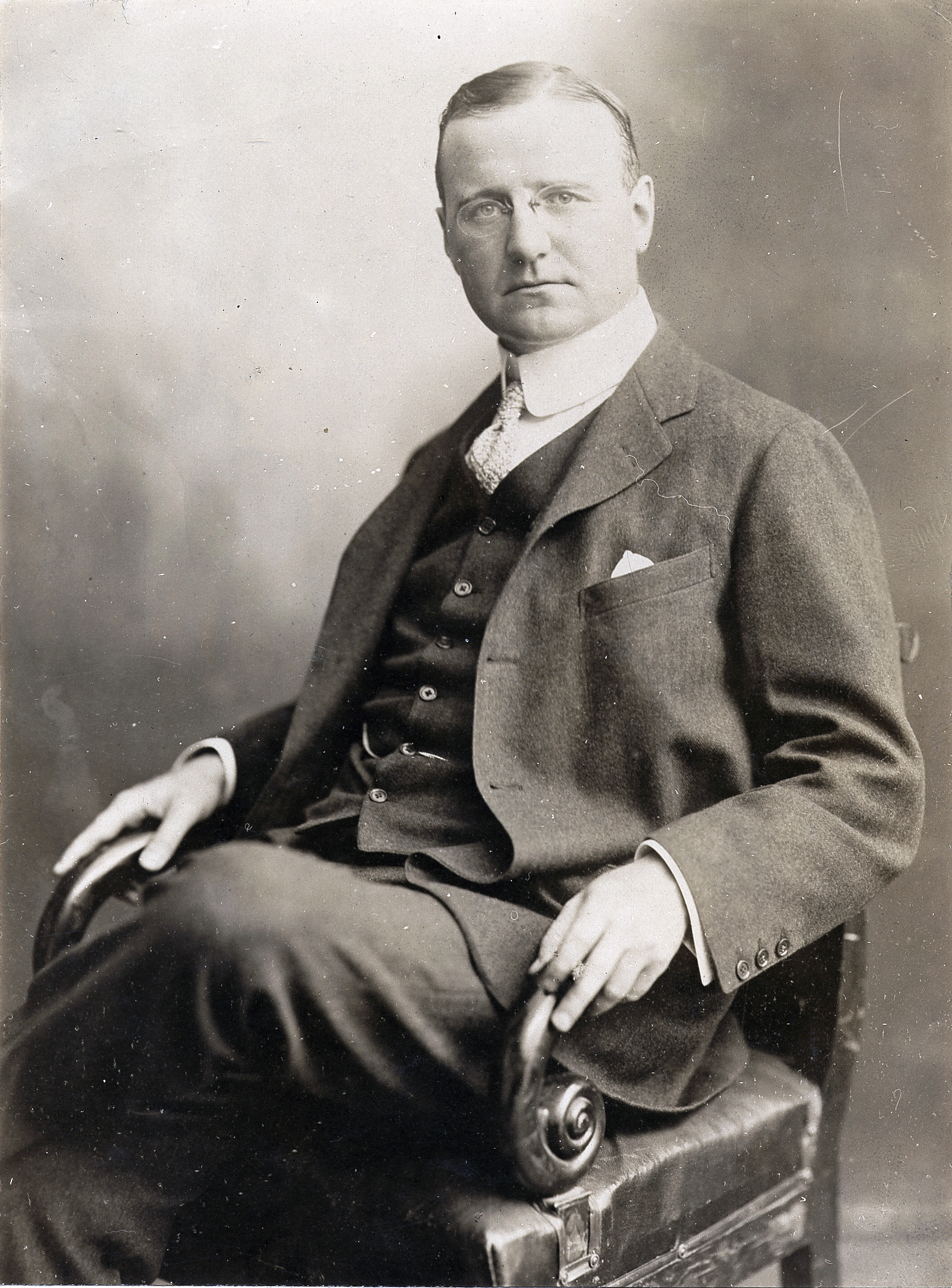
法利·德昂

法利·德昂（Finley Peter Dunne，1867年—1936年），美國幽默作家、新聞工作者，其父母為愛爾蘭移民。妻子瑪格麗特·艾伯特获得1900年巴黎奧運會高爾夫比賽冠军，是美國第一位女性奧運金牌得主。